# Acrogonyleptes
Genre
Synonymes
- Sphaerobunus Roewer, 1917
- Acrogonyleptoides Mello-Leitão, 1931
- Melloleitaniana Soares, 1943
- Paraproweyhia Soares & Soares, 1947
- Pseudoacrogonyleptoides Soares, 1966

Acrogonyleptes est un genre d'opilions laniatores de la famille des Gonyleptidae.

## Distribution
Les espèces de ce genre sont endémiques du Brésil. Elles se rencontrent dans les États de São Paulo, du Paraná, de Santa Catarina et du Rio Grande do Sul.

## Liste des espèces
Selon World Catalogue of Opiliones (25/08/2021) :
- Acrogonyleptes cheguevarai DaSilva & Pinto-da-Rocha, 2010
- Acrogonyleptes exochus (Mello-Leitão, 1931)
- Acrogonyleptes granulatus (Soares, 1966)
- Acrogonyleptes pectinifemur (Soares & Soares, 1947)
- Acrogonyleptes rhinoceros (Roewer, 1917)
- Acrogonyleptes spinifrons Roewer, 1917

## Publication originale
- Roewer, 1917 : « 52 neue Opilioniden. » Archiv für Naturgeschichte, vol. 82, no 2, p. 90–158 (texte intégral).